# Шрейбер, Василий Павлович
Василий Павлович Шрейбер (1850, Санкт-Петербург — апрель 1905, Санкт-Петербург) — русский художник-пейзажист, живописец, акварелист, график, художник-декоратор и специалист по живописи по фарфору.

## Семья
Василий Шрейбер родился в 1850 году в городе Санкт-Петербурге.
Дед Василия Павловича — Андрей Иванович (Иоганн Андреас) Шрейбер (1777—1843), уроженец Дерпта, был одним из самых крупных производителей художественной бронзы в Петербурге первой четверти XIX века. Шрейбер работал в Петербурге с 1790-х годов, сначала под руководством X. Ф. Шперлинга, а затем, с 1801 года, как владелец собственной мастерской. Мастерская выполняла многочисленные заказы Императорского двора — поставляла бронзу (в основном люстры и другие светильники) в Зимний (1809,1817), Аничков (1810—1811, 1817), Елагин (1822) и Михайловский (1825) дворцы. Её изделия, выполнялись, как правило, по авторским моделям скульпторов, рисункам и эскизам известных архитекторов: К. Росси, С. Пименова, П. Клодта. В 1843 мастерская была унаследована его сыном Павлом (отцом В. П. Шрейбера). Несмотря на смену владельца, вплоть до середины 1850-х гг. мастерская сохраняла старое название — «Шрейбер и сын».
Изделия мастерской, отличавшиеся высоким качеством литья, чеканки и золочения, неоднократно отмечались медалями и почетными грамотами мануфактурных выставок.
Павел Шрейбер составил и издал брошюру «Практика золочения и серебрения всех вообще металлов по новейшим открытиям, приспособленная в руководство как для тех, которые собственно занимаются этим предметом, так и для тех, которые сами пожелают золотить или серебрить металлические вещи», М., 1855.
Наряду с выполнением, самых сложных и ответственных госзаказов (П. А. Шрейбер первым в своей отрасли получил звание Поставщика Императорского двора), мастерская успешно занималась и частными заказами. Об обширности её деятельности пишет А. Крюков.

## Биография
Василий Павлович закончил Ревельскую классическую гимназию. С 1879 по 1883 гг. учился в Императорской Академии художеств в Петербурге. На первом курсе был награждён малой поощрительной медалью за историческую композицию, в 1880 получил малую и большую серебряные медали за пейзажную живопись, в 1883 — малую серебряную медаль за рисунок.
С 1883 занимался декоративной живописью — исполнением плафонов, декоративных панно в частных домах Петербурга, Москвы, Самары, а также росписью церквей. Сегодня одна из известных его работ — живописный плафон в петербургском особняке Мясникова (Варгуниных)
Писал пейзажи, жанровые картины; много работал в технике акварели. Путешествовал по Италии, Франции.
В период 1886-88 гг. Шрейбер работает в Италии, где занимается пейзажной живописью в академической традиции
С 1888 г. начинает преподавать живопись по фарфору в Рисовальной школе Общества поощрения художеств.
Работы Шрейбера выставлялись в залах Академии художеств на Весенних выставках картин (1886, 1888), так же участник выставок Санкт-Петербургского общества художников, Общества русских акварелистов и др.